# تپه کردآباد شماره ۷
تپه کرد آباد شماره ۷ مربوط به سده‌های اولیه و میانه دوران‌های تاریخی پس از اسلام است و در شهرستان کبودرآهنگ، بخش مرکزی، دهستان حاجیلو، ۵۰ متری شرق روستای کردآباد واقع شده و این اثر در تاریخ ۳۰ بهمن ۱۳۸۶ با شمارهٔ ثبت ۲۱۱۸۵ به‌عنوان یکی از آثار ملی ایران به ثبت رسیده است.